# نازک حریری
نازک حریری (عربی: نازك الحريري، انگلیسی: Nazik Hariri) همسر دوم نخست‌وزیر سابق لبنان رفیق حریری است.
او با نام اصلی نازک عوده در خانواده‌ای فلسطینی‌تبار در اردن متولد شد؛ ابتدا با مردی فلسطینی ازدواج کرد و از وی صاحب دو فرزند شد، اما پس از جدائی در سال ۱۹۷۶ با رفیق حریری ازدواج کرد و نام خانوادگی‌اش را به حریری تغییر داد.
او از ازدواجش با رفیق حریری صاحب چهار فرزند است.